# 片桐千晶
片桐 千晶（かたぎり ちあき、1982年11月23日 - ）は、グリーンメディア所属のフリーアナウンサー。

## 人物
山形県立寒河江高等学校、筑波大学比較文化学類卒業後、2005年秋田テレビに入社。当番アナウンサーで出演の「やばせ本町どまん中!」の2006年9月22日放送で、メインMCの石垣政和作詞・作曲による、本人のテーマソング「笑顔のど真ん中」が作られている。2007年2月には非売品のDVD-Videoも作られており、視聴者プレゼントされた。2007年7月20日放送の「やばせ本町どまん中」で、アイドル化計画第2弾の発表が行われた。真夏の海をテーマにしたバラード調の曲となっている。2007年の第62回国民体育大会（秋田わか杉国体）の際には、開会式の進行を司るフィールドアナウンサーを菅原実（当時秋田放送アナウンサー）とともに担当。同社を退職しフリーアナウンサーに転身、2011年10月よりセント・フォースに所属し日経CNBCキャスターを務める。2013年1月7日から2019年3月29日まで、『荒川強啓 デイ・キャッチ!』（TBSラジオ）のアシスタントを務めた。同年11月グリーンメディアに移籍。2021年3月22日に自身のTwitterで、結婚を報告。2025年1月末、TBSラジオ『生島ヒロシのおはよう定食・一直線』パーソナリティ生島ヒロシの突然の降板に伴い翌日から急遽代演し、3月末の番組終了まで代理パーソナリティを務めたことに対し、同局から「局長賞」が贈呈された。

## 出演番組

### フリー転向後
- 日経CNBC（2011年10月 - 2012年12月）
  - デリバティブマーケット
  - ASIA エクスプレス
  - NEWS ZONE
- 荒川強啓 デイ・キャッチ!（TBSラジオ、アシスタント）2013年1月7日 - 2019年3月29日
- 「今を生きる楽しさ」を!（TBSラジオ） 2019年10月6日 - [6]2020年9月27日
- TALK ABOUT（TBSラジオ）「しんくみバンクpresentsハートウォーミングストーリー」のコーナー担当 2021年4月 - 9月
- TOMAS presents High School a Go Go!!（TBSラジオ）リポーター
- 特別番組「日本統一 赤坂TBSラジオ編」（2022年1月23日、TBSラジオ）[7]
- 地方創生プログラム ONE-J（TBSラジオ）
  - 毎月最終週と第1週の「旅ノオト」
  - パーソナリティ（2023.10.1 - 2024.3.31）
  - 月の第5日曜のパートナーを担当（2024.4 - ）但し本仮屋ユイカが夏休みの時は代打パーソナリティを担当
- JFNニュース　アナウンサー
- 荻上チキ・Session　南部広美休暇や休演時代打アシスタントを担当
- ONE MORNING 2022年5月17日〜20日、2023年9月29日、2024年8月12日　吉田明世休演時代理アシスタント
- おはよう定食（2025年1月28日 - 3月31日、TBSラジオ） - 月曜から水曜の代理パーソナリティ
- おはよう一直線（2025年1月28日 - 3月31日、TBSラジオ） - 月曜から水曜の代理パーソナリティ

### 秋田テレビ時代
- ミミよりJOHO（ナビゲーター）
- 熱血スポーツ情報局（MC）
- ゴルフ北欧の風 in 秋田北空港クラシック ～ ドラコン王への道～（アシスタント）
- AKTスーパーニュース（2006年4月 - 2007年3月・2008年4月 - 2009年3月　スーパースポーツ担当）
- やばせ本町どまん中!～笑顔でいこうよ～（2005年4月 - 2006年3月 料理コーナー、2006年4月 - 2007年3月 当番アナウンサー、2007年4月 - 2008年3月 司会）
- JAみどりの広場（2008年4月 - 2010年3月　司会）
- とくテレッ!8ちゃんねる（2009年4月 - 2010年3月　司会・進行）
- めざましテレビ（秋田中継担当）
- めざましテレビ公認 わがまま!気まま!旅気分（AKT制作分）
- ＜新春SMAPホリデースペシャル!＞草彅・おすぎとピーコの女子アナ2006大人の女になりたいのっ!SP
- FNS27時間テレビ
- 楽天!あろまじお（エフエム秋田、2010年4月 - 、Katagiri☆marche担当）
- FNNスピーク - 2010年8月16日 - 8月20日（島田彩夏の代行）

## その他
- 秋田わか杉国体開会式 - 司会[2]
- 秋田中央道路 - 利用の手引き案内役